# Torntuppen
Torntuppen är en roman från 1941 av Jan Fridegård.

## Handling
Handlingen inleds med att torparen Johan From just har avlidit. Hans ande är först förvirrad när den frigör sig från kroppen men förstår sedan vad som hänt. Anden tvingas till en början att hålla sig nära den döda kroppen men kan senare avlägsna sig allt längre bort från den. Torparens ande slår sig ett tag ner hos kyrktuppen på byns kyrka och ser därifrån sin egen begravning. Anden spökar lite hos kommunalrådet för att förmå denne att ge Froms änka drägliga levnadsvillkor. Anden ger sig sedan ut på allt längre färder, träffar på en ande från en mördad flicka och de ger sig tillsammans ut på en lång färd över det då krigsdrabbade centrala Europa. Efter en tid skiljs de två andarna åt. Froms ande kollar upp att hans änka har det bra, sedan ger den sig ut på sin sista färd bort från jorden som anden hoppas aldrig få se mer.
I förordet till bokens fjärde upplaga, utgiven 1953, kan man läsa Fridegårds egna ord om sin bok: "Och en särskilt stor glädje hade jag av den (= boken) för några år sedan. I en dansk tidning berättades det om några unga motståndsmän som under ockupationen tillfångatagits och dömts till arkebusering av tyskarna. Någon dag innan domen gick i verkställighet fick de insmugglat ett exemplar av "Taarnhanen", som boken heter på danska, i sitt fängelse. Tidningen berättade att bokens innehåll nästan helt tog bort skräcken för döden och jämnade ut de unga frihetskämparnas sista timmar. Det är sådana händelser som gör att en författare inte anser sig ha levat och skrivit förgäves."
År 1952 utgav Fridegård en annan roman, Porten kallas trång, som berättar ungefär samma historia som Torntuppen fast sedd ur de efterlevandes perspektiv. I bägge romanerna heter mannen som avlider i början Johan och han har varit gift med sin hustru i 52 år. I Porten kallas trång tillkommer dock en händelse som saknas i Torntuppen: pengar gömda i en gammal bibel som blir stulna.
Boken har 1995 filmatiserats som en miniserie, (Torntuppen), med Ingvar Hirdwall i rollen som Johan From. Denna filmatisering hämtade material även från Fridegårds roman Porten kallas trång.